# Jakki Degg
Jakki Degg (nacida el 20 de febrero de 1978 en Stone, Staffordshire) es una modelo y actriz inglesa.
Jakki se hizo famosa cuando ganó la primera competición del Max Power Magazine. Después de ganar el primer premio, se convirtió en modelo de la famosa página tres del diario británico The Sun, y apareció en topless y semi desnuda para varias revistas.
Apareció en la televisión varias veces, en el programa The Weakest Link (BBC1). Tuvo un pequeño papel en la película Is Harry on the boat? (Sky One) y protagonizó el cortometraje Remember my Dream, dirigido por João Costa Menezes. También apareció en la película estadounidense Eurotrip.